# Hokejbalová extraliga mužů 2023/2024
Crossdock extraliga 2023/2024 byla 31. sezóna nejvyšší hokejbalové soutěže v Česku.

## Systém soutěže
Extraligu hraje 12 týmů. Základní část se hraje od srpna do dubna, kdy se všechny týmy utkají dvakrát každý s každým, vždy jednou doma a jednou venku. Každé mužstvo tak odehraje v základní části 22 zápasů. Poté bude následovat čtvrtfinále play-off na 3 vítězná utkání. To vrcholí finálovou sérií, která bude opět na 3 vítězná utkání. Výhodu 5. zápasu v semifinále a finále určuje umístění po základní části. Play-out odehrají týmy umístěné na 9.–12. místě, kde se všechny utkají dvakrát každý s každým (doma a venku). Získané body se přičítají k bodům získaných v základní části. Poslední mužstvo play-out odehraje s vítězi západní a východní 1. Ligy baráž o udržení se v extralize. V baráži budou hrát týmy jedenkrát každý s každým na hřišti týmu, který hraje o záchranu v extralize. Vítěz baráže si zajistí účast v příštím ročníku Extraligy.

## Týmy v soutěži
Zdroj:
- Elba DDM Ústí nad Labem
- HBC Kladno
- HBC Hradec Králové 1988
- HBC Pardubice
- HBC Hostivař
- HBC Plzeň
- SK Hokejbal Letohrad
- HBC Prachatice
- HC Kert Park Praha
- HBC Svítkov Stars Pardubice
- TJ Snack Dobřany
- HbK Karviná

## Fakta
- 31. ročník samostatné české nejvyšší hokejbalové soutěže
- Vítěz základní části -
- Nejproduktivnější hráč -
- Nejlepší střelec -
- Nejlepší nahrávač
- Celkový vítěz -
- Nejproduktivnější hráč play-off -
- Nejlepší střelec play-off -
- Nejlepší nahrávač play-off -
- Nejužitečnější hráč play-off -